# レッドクラウド戦争
レッドクラウド戦争（レッドクラウドせんそう、英:Red Cloud's War、またはボズマンの戦い、Bozeman War、パウダー川の戦い、Powder River War）は、1866年から1868年にワイオミング準州とモンタナ準州で起こったスー族とアメリカ陸軍の間の武装闘争である。この戦争は、モンタナの金鉱脈に向かう主要経路であるボーズマン・トレイルに沿ってあるワイオミング準州中北部のパウダーリバー・カントリー支配を巡って争われた。
「レッドクラウド戦争」の名は、白人にとって有名なスー族インディアンであるレッド・クラウドに因んで名付けられている。しかし、実際にこれらの戦争でレッド・クラウドは主要な立場になく、単にこれは白人のイメージでつけられた名である。インディアンにとってこの戦いはあくまで「ボーズマン戦争」であり、「パウダー川の戦い」である。
第二次ララミー砦条約で終わることになるこの戦争はスー族の完勝となり、パウダー川流域のスー族占有が一時的に継続された。

## 背景
1863年にモンタナのバナック地域で金が発見され、白人開拓者にとって金鉱脈に辿り着く経済的な経路を見つける動機が生まれた。移民によってはソルトレイクシティから北のモンタナに向かう者もおれば、開拓者のジョン・ボズマンはララミー砦から北にビッグホーン山脈東のパウダーリバー郡を抜けてイエローストーンに至り、そこから西に現在ではボズマン峠と呼ばれる場所を越えて行く「ボズマン道」を発見した。この道はラコタ族などスー族にとって狩猟場であるパウダー川を抜けて行くものだった。もう一つ「ブリッジャー道」はビッグホーン山脈を西に抜けるが、距離が長いためにあまり好まれなかった。
「パウダー川カントリー」は多くの川に跨っており（ビッグホーン川、ローズバッド川、タング川、およびパウダー川）、これらの川はビッグホーン山脈からイエローストーンに向かって北東に流れている。北の平原の多くは白人開拓者に占領されており、この地域はダコタ族やラコタ族の様々なバンドにとって最後の犯されていない狩猟場になっていた。
1865年、アメリカ陸軍のグレンビル・M・ドッジ少将がラコタやダコタのスー族、シャイアン族およびアラパホー族の各族に対するパウダー川遠征を命じた。パトリック・E・コナーに率いられた部隊がタング川の戦いでアラパホー族を破った。この戦いでアラパホー族がボズマン道に戦争を仕掛ける能力を奪ったが、この遠征隊はスー族と戦闘に及ぶことができず、その後の闘争の前哨として機能したに過ぎなかった。

### ララミー砦での協議
1866年晩春、スー族とアメリカ政府の間の協議会がララミー砦で開催され、パウダー川カントリーを通行する権利と、通行の警護のための軍事基地建設についての条約を検討した。この協議が続いている間に、第18歩兵連隊を指揮するヘンリー・B・カーリントン大佐がその連隊の2個大隊（16個中隊の約1,300名）と建設用資材と共にララミー砦に到着した。カーリントンは第18連隊第2大隊を使ってパウダー川カントリー内に砦を建設するよう命令を受けており、一方第3大隊はオレゴン道、この時はプラット道路に沿ってある基地に守備隊として入った。第2大隊は南北戦争後の再編成時にその古参兵全て220名がこの大隊に統合されたので、カーリントンはこの大隊を選んだ。
アメリカ連邦政府の「和平調停委員」は、狩猟地を奪われ、飢餓状態だったスー族に食糧年金支給を提案することでスー族をなだめようとしたが、ボズマン道に砦を建設する計画には触れずにいた。
和平委員会は、スー族の部族員であるマアピヤ・ルタ（レッド・クラウド）と知り合い、その交渉術の才を認め、彼を条約協定の中心人物に決めた。彼やシチャング・スー族のスポッテッド・テイルは以前から白人の砦に出入りして便宜を図ってもらい、他の部族員から「腰抜け」、「白人の砦にたかるやつ」と罵られていた。レッドクラウドは酋長ではなく、ダコタ・ナコタ・ラコタのスー族の長老と賢者の会議である「でか腹（ビッグ・ベリー）」という組織にも所属していない、単なる部族員だった。当時最も尊敬を受けていた長老はオールド・マン・アフレイドであり、レッドクラウドが長老たちを差し置いて条約交渉の中心に置かれたことは、スー族にとって承服できないことで、のちの条約交渉では様々な禍根を部族に残した。
白人の指名で、部族のしきたりを破って協議会に出席していたレッドクラウドは、ラコタ族がパウダー川カントリーを抜ける軍事道路に同意する前にアメリカ軍が部隊を連れてきたことに激怒した。最終的にレッドクラウドとその追随者達は、パウダー川カントリーを抜ける道を使うことやその占領を目論む白人に抵抗すると言って、協議会の場を去った。

## 戦争
これら警告があったにも拘わらず、カーリントン大佐は750名の歩兵（その内500名は訓練の足りない新兵）と第7アイオワ騎兵隊と第13ネブラスカ騎兵隊のどちらも新しく徴兵されたばかりの騎兵約200名と共にパウダー川カントリーに行軍していった。カーリントンはリノ砦を修復し、冬の間その砦を守っていた第5アメリカ志願連隊（ガルバナイズド・ヤンキース）の2個中隊を解放するために自隊の2個中隊をそこに残した。続いて北に進み、現在のワイオミング州北西部になる場所のパイニー・クリーク沿いにフィル・カーニー砦を造った。そこからは第18連隊の2個中隊が北西に91マイル (146 km) 進んで、8月13日にビッグホーン川添いに3番目の基地であるC・F・スミス砦を建設した。
これに対しスー族、シャイアン族およびアラパホー族の戦士団が、フィル・カーニー砦とC・F・スミス砦の戦力を探った。インディアン達は実質的にボズマン道の白人の通行を止めた。こうして木材伐採隊、郵便配達、移住者および交易業者がインディアンの抵抗の標的になった。リノ砦とC・F・スミス砦にはそれぞれ175名、フィル・カーニー砦には400名の守備隊が駐屯したが、その大半は訓練が足りていなかった。カーリントン唯一人がその基地と補給隊を守ることのできる者であり、道中の護衛や積極的な作戦に打って出るということはできなかった。
カーリントンは技師であり、政治的に任命された者だったので戦闘経験がなかった。インディアンと戦うよりも砦の防御を固めることにその活力の多くを費やした。これにはこの地域に7月半ばに到着したことも一部原因があった。ワイオミングの冬の厳しさを考えれば戦略的に不合理なものとは言えなかったが、それが部下の士官達の多くを激高させた。これら士官の大半はインディアンの戦い方を知らない南北戦争の古参兵であり、「スー族など容易に打ち破れる」と考え、カーリントンが明らかにインディアンと戦おうとしないことを臆病風に吹かれていると揶揄した。一方でカーリントンは、地形を熟知したインディアンの戦闘能力、自軍を遙かに上回るその勢力に一目置いていた

### 木材業者に対する攻撃
1866年11月、ララミー砦の第18歩兵連隊本部からフィル・カーニー砦にウィリアム・J・フェッターマン大尉とジェイムズ・パウェル大尉が到着し、このころ任務が明けた士官数人と交代した。カーリントンとは異なり、フェッターマンは南北戦争の間に相当な戦闘経験があったが、インディアンと戦ったことは無かった。フェッターマンはカーリントンの戦略に同意できなかった。それが「消極的」と考え、「80名」あれば、「スー族を従わせてみせる」と豪語した。
12月6日、第2騎兵隊C中隊を指揮していたホレス・S・ビンガム少尉が、材木伐採隊を攻撃しロッジ道の尾根を逃亡したインディアン部隊を追っているときに戦死した。カーリントンはその士官達がインディアンの囮部隊を盲目的に追いかける性癖があることを心配していた。フェッターマンは、プラット方面軍指揮官フィリップ・セントジョージ・クック将軍から攻撃的な冬季作戦を行うよう命令があったことに照らして、カーリントンの指導力の無さと考えるものにさらに怒りを増した。

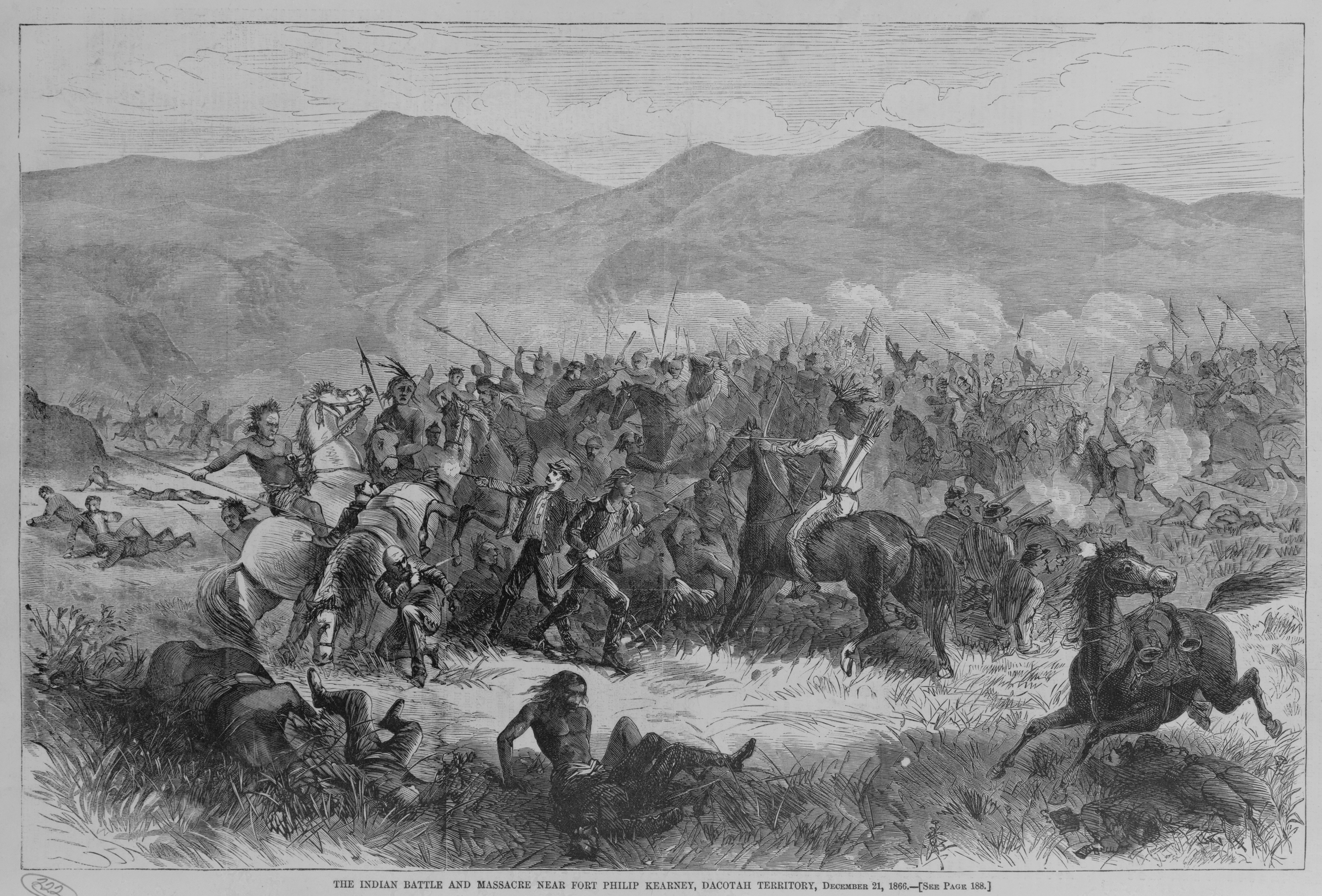
フィル・カーニー砦近くの戦闘、ダコタ準州、1866年12月21日

1866年12月21日、午前11時頃に木材伐採隊が再度攻撃された。救援隊は第18歩兵連隊の49名の歩兵と第2騎兵隊の27名の騎兵であり、木材伐採隊を救い出すよう命令された。2日前にも同じような任務に就き尾根を超えての追跡を諦めていたジェイムズ・パウエル大尉が、カーリントンの報告書に拠ればこの部隊を指揮するよう指示されたが、フェッターマンは「名誉少佐のパウエルに対して名誉中佐の自分は上官である」と主張し、救援隊の指揮を譲り受けることを求め、受け継いだ。パウエルは後方に残った。第18歩兵連隊のもう1人の士官でカーリントンの批判者だったジョージ・W・グラモンド中尉が、ビンガム少尉の死後空席になっていた騎兵隊指揮官になった。
カーリントン大佐はフェッターマンに、砦からの救援が困難なロッジ道の尾根を越えないよう命令したとも述べている。フェッターマンの下には、その頃まで基地の補給係将校でありやはりカーリントン批判者だったフレデリック・ブラウン大尉も加わった。カーリントンはグラモンドに（騎兵は歩兵隊に付いていく前に乗馬を引き出しておく必要があった）、フェッターマンにはロッジ道の頂を超えるなという命令を思い出させるよう告げた、とも述べている。救援隊は総勢79名の士官と兵卒だった。ジェイムズ・ホイートリーとアイザック・フィッシャーという2人の文民がフェッターマン隊に加わり、全部で81名になった。フェッターマンは、木材伐採隊を救出するために森の中の道を行軍する代わりに、まず北に向かいサリバントヒルズを超えてロッジ道の尾根に向かった。

### フェッターマン虐殺（ハンドレッド・スレインの戦い）
部隊が発進して数分も経たないうちに、オグララ族の戦士クレイジー・ホースを含むスー族囮部隊がロッジ道の尾根の上に現れた。この餌はフェッターマンにとってあまりに誘惑の強いものだった。特にインディアン囮部隊の数人が騎兵隊に向かって、馬上で尻をまくり、その裸の尻を振って侮辱したからなおさらだった。フェッターマンとその中隊はクリークを渡る所でグラモンド隊と合流し、散兵線を採って尾根を超えて追撃を始め、ペノ・バレーに入ったが、そこには12月6日にアメリカ軍と戦った場所に1,000名とも3,000名とも推計されるインディアン戦士が隠れていた。
ほぼ正午頃、銃撃の音が聞こえ、数発の銃声の後直ぐに絶え間ない銃撃音が続いた。待ち伏せは観測されなかったが、騎兵の最も前進した集団が歩兵のいた尾根を越えて1マイル (1.6 km) 近く降りていたので、インディアンに突撃を掛けた証拠がある。罠がはじけた時、逃げ道は無く、生存者もいなかった。
遺体を集めるために派遣された埋葬隊の報告では、兵士達が3つの集団に分かれて死んでいたことを示していた。最も前進し恐らく最も実効を挙げたのは16連発ヘンリー・ライフルを装備していた2人の文民であり、馬を降りて岩陰に隠れた少数の騎兵だった。彼らの後ろの坂の上には、7連発スペンサー・カービン銃で武装した後退中の騎兵大半の遺体があったが、自分達の馬に邪魔されて遮蔽物も無かった。坂のさらに上にはフェッターマンとブラウンと歩兵達がいたが、彼らは旧式な南北戦争時の先填め式施条マスケット銃で武装していた。これらの兵士たちは暫く遮蔽物の陰から戦ったが、そのうち弾薬が切れて圧倒された。
カーリントンは銃声を聞いて即座にテン・アイク大尉の指揮で40名の歩兵を支援部隊として派遣した。その後直ぐにC中隊の残っていた騎兵30名が馬を降りてテン・アイク隊の補強に送られ、その後に2両の荷車が慌てて積まれた弾薬を運び、他の40名に護衛されて出発した（カーリントンは基地の防衛のために即座に部隊の召集を要求した。派遣部隊が出た後の砦の中には材木伐採隊の特殊部隊を含め119名しか残っていなかった）。しかし、テン・アイクは回り道をしたために、尾根の頂点に達したのは銃声が止んだ12時45分頃だった。アイクはフェッターマン隊が見えず、渓谷は降りてくるように挑発しているインディアンの集団で満ちていると報告する伝令を送った。アイクは後に戦闘の音が聞こえる方向に真っ直ぐ進まなかったといって酷く批判された。その部隊は戦場に到着してフェッターマン隊の遺体を回収したが、全滅の怖れが続いていたために、騎兵の遺体を回収できたのは2日経ってからだった。
カーリントンの公式報告書では、フェッターマンとブラウンは捕獲されることを避けるために互いを撃ち合って自決したとされているが、軍の検死解剖ではフェッターマンの死因はナイフの切り傷であり、銃創ではなかった。これは今でも議論の対象になっている。スー族の戦士アメリカン・ホースは、「フェッターマンの喉笛を切ったのは自分だ」と主張している。ほとんど全ての兵士の遺体にはかなり切り刻まれた痕があり、このことは新聞で広く報道された。手付かずだった唯一の遺体は若い喇叭手のアドルフ・メッツラーのものであり、その喇叭で数人のインディアンと戦ったと考えられた。その遺体は手付かずのまま、インディアンによってバッファローのローブを掛けられていた。この理由は不明なままであり、その勇敢さへの賛辞だった可能性がある。
この戦闘はインディアン達によって「ハンドレッド・スレインの戦い」と名付けられ、アメリカ軍の兵士達によって「フェッターマン虐殺」と呼ばれ、アメリカ大平原でのアメリカ陸軍最悪の敗北となった。アメリカ陸軍にとってこれを上回る惨事と言えば、10年後の「リトルビッグホーンの戦い」が来ることになる。ちなみにレッドクラウドは「リトルビッグホーンの戦い」には参加していない。
フィル・カーニー砦は最後の抵抗のために備えたが、インディアンからの攻撃は無かった。カーリントン大佐は不公平にもこの敗北の責任を一人で負わされ、1866年12月26日に指揮官職を解任された（解任は第2大隊を第27歩兵連隊に改組するときにいずれにしても行われるはずだったが、クックはそれを即座に行うよう命令した。アメリカ陸軍総司令官のユリシーズ・グラント将軍はカーリントン一人に責めを負わせる考えではなく、1867年1月9日に逆にクックを解任した。

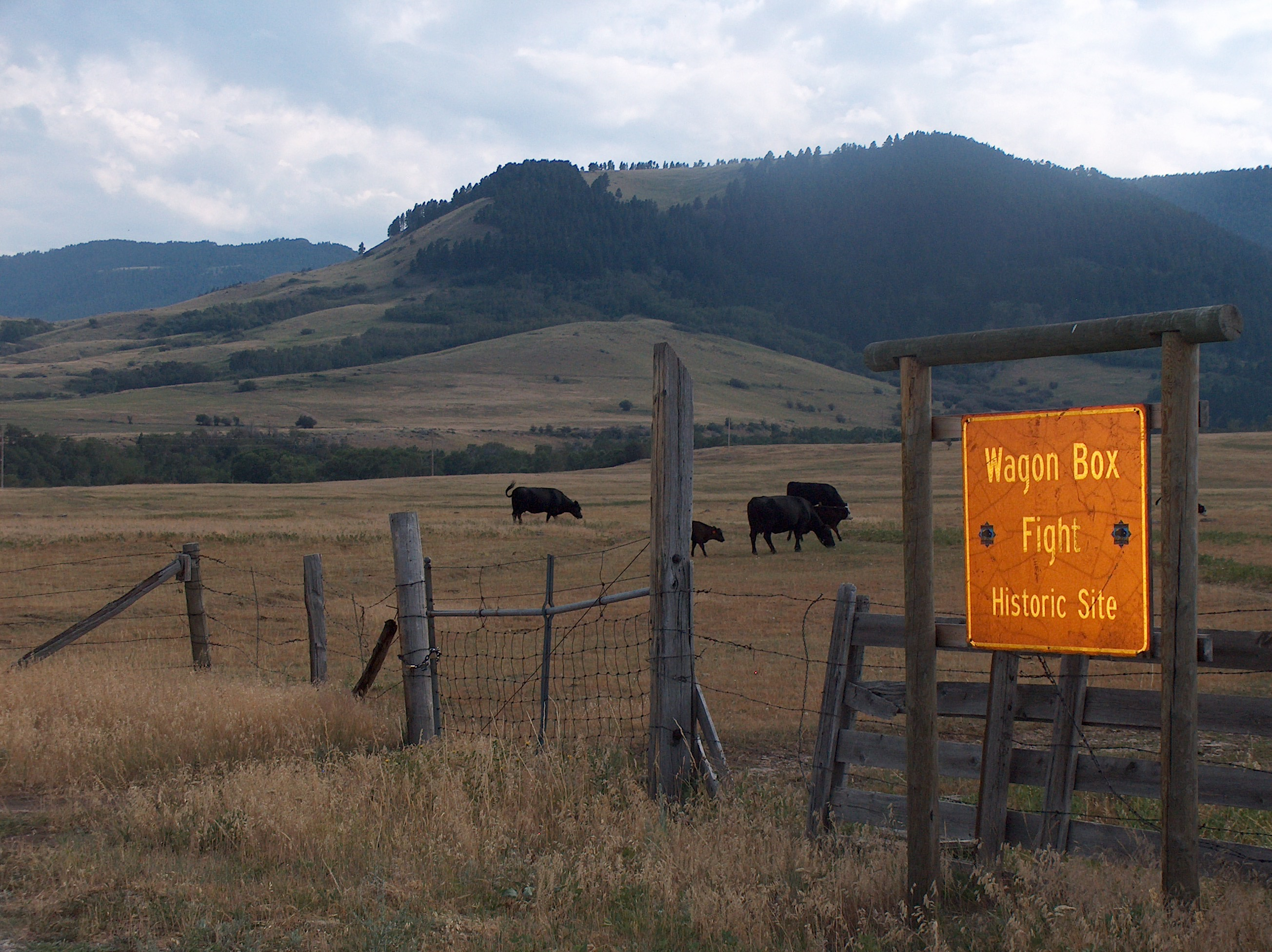
「ワゴンボックスの戦い」の戦場跡

陸軍査問委員会とアメリカ合衆国内務省による2つの調査が行われた。陸軍の調査では公式の結論に至らず、内務省の調査はカーリントンの潔白を証明した。腰に重傷を負ったカーリントンは1870年に辞職。その余生を自分の行動の弁護に費やし、フェッターマンが命令に不服従だったと非難した。フェッターマンが敗れたことから来た衝撃は連邦政府の対インディアン政策の見直し要求に繋がった。最終的にカーリントンの見解が最も広く認められるところとなり、敗北の原因はフェッターマンの向こう見ずさに置かれることになった。しかし、カーリントンは戦闘経験の無い政治的任命者であり、待ち伏せが起こる前にフェッターマン隊を呼び戻せたはずであり、材木伐採隊への攻撃が午前11時半頃に起こったのを砦から見ることができたはずだった。また責任の軽減事由として、グラモンドの南北戦争中の記録が可能性を示しているように、実際に騎兵隊がカーリントンの命令を破って前進したのならば、フェッターマンはグラモンドを支援するしか選択肢が無いと考えた可能性がある。
このフェッターマンの戦闘でのレッドクラウドの参加については諸説ある。歴史家のスタンリー・ヴェスタルはレッドクラウドは参加していないと考えており、ジョージ・ハイドは、彼がある種の司令官として、周囲のどこかにいたと信じている。ちなみにスー族には「戦闘司令官」といった地位・役職は存在しない。フェッターマンを殺したと証言したアメリカン・ホースがこの戦いに参加していたかいなかったか、レッドクラウドは「覚えていない」と証言している。実際に戦に参加していればありえないことである。クレイジーホースはこの戦いで、友人ローン・ベアーを失った。
レッドクラウドはフィル・カーニー砦の近くで起こった1867年8月2日の「ワゴンボックスの戦い」には参戦した。この戦いでは小規模なアメリカ軍分遣隊が後填め式ライフル銃を持って、1千名以上のスー族と5時間戦って持ち堪えた。アメリカ軍は前日のヘイフィールドの戦闘でも同じような成功を収めた。

## ララミー砦条約

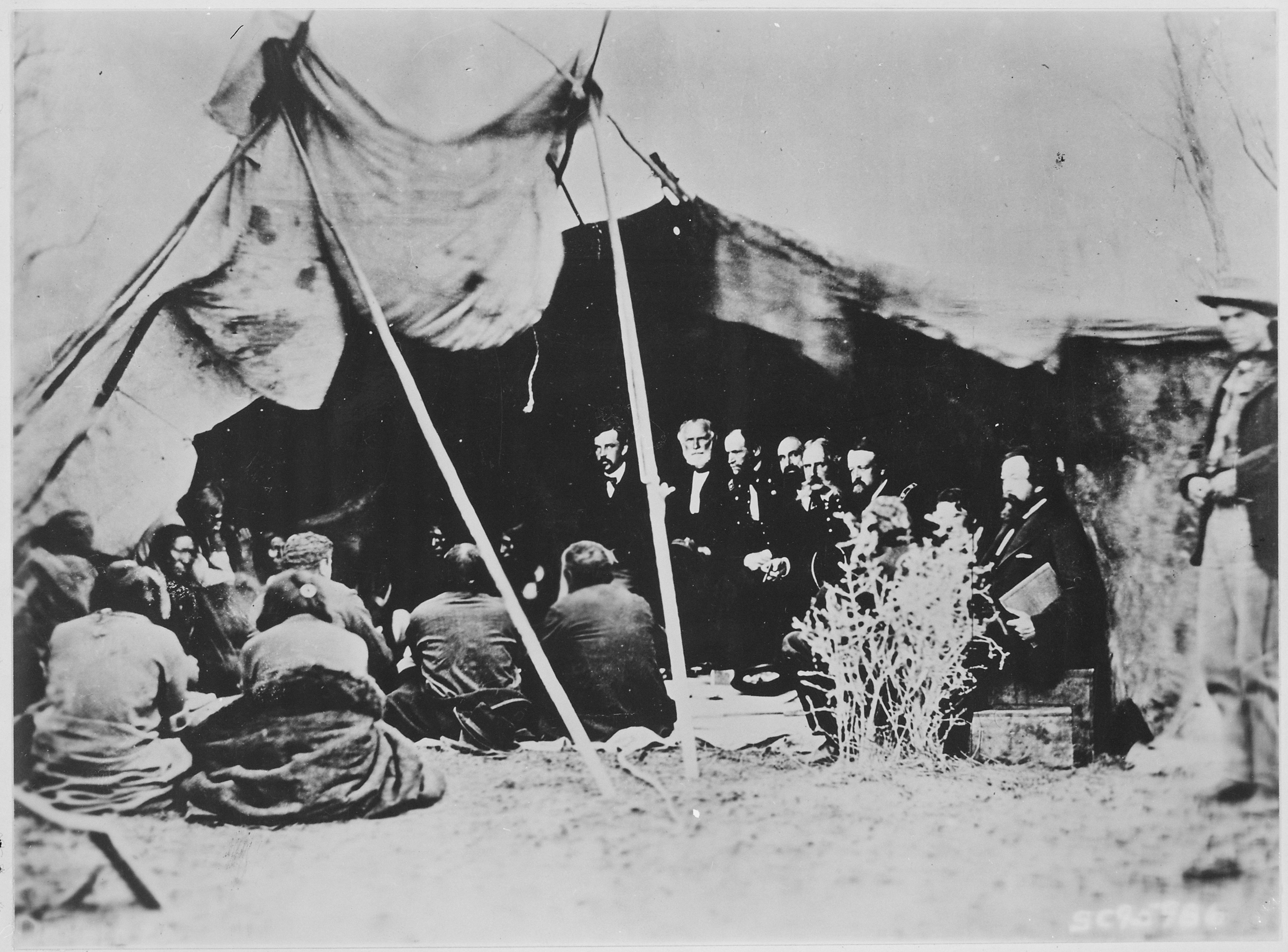
1968年のララミー砦での条約交渉

アメリカ軍は常にカーリントン大佐がインディアンに対して攻撃的行動を採るよう要求してきたが、そのカーニー砦の後継者、ウェッセルズ将軍はインディアンに対して大きな攻勢を採ることはなかった。1867年晩夏まで、ヘイフィールドの戦闘やワゴンボックスの戦闘でスー族に対する成功があったにも拘らず、連邦政府はパウダーリバー・カントリーで費用が掛かり生産的でない軍隊を置くことよりも大陸横断鉄道のほうがよりましな選択肢だと結論付けた。大陸横断鉄道はワイオミングの南西部からソルトレイクシティに向かい、ブリッジャー・トレイルを使う経路を選んだ。
1868年8月に和平委員会がララミー砦に派遣された。レッドクラウドを「大指導者」だと勘違いしたままの和平委員会は、スー族の長老会議を差し置いて彼との面談を求めた。しかしレッドクラウドはバッファロー狩りに出かけていて会談をすっぽかし、11月までララミー砦に現れなかった。
1868年、和平委員会は「レッドクラウドが署名すればスー族はすべて従うだろう」との思い込みから、レッドクラウドと、その友人のスポッテッド・テイルに、パハ・サパ（ブラックヒルズ）を含む「グレート･スー・ネイション（偉大なるスー族の国）」を確約した第二次ララミー砦条約に調印させた。この調印というのは、文字を持たないインディアンに「×印」を書かせたものである。シッティング・ブルやクレイジー・ホースは、会談には現れなかった。
スー族のこの保留地（Reservation）は現在のサウスダコタ州西部をすべて覆う規模だった。さらに、パウダーリバー・カウントリーは新しい保留地に住むことを選ばなかったダコタやラコタ族のための保留地、かつラコタ族全てのために狩猟用保留地として、割譲されない領土と宣言され、三つの砦は閉鎖された。
1874年、和平委員会はララミー砦の条約を早くも破り、ブラックヒルズの権利を譲れとスー族に要求した。「レッドクラウド管理所」の管理人となっていたレッド・クラウドは「ブラックヒルズはどうせ白人のものになるのだから、出来るだけ高い値で売るべきだ」と主張した。結果、彼やスポッテッド・テイルの署名もあって、ブラックヒルズは白人に没収された。

## レッドクラウドのその後
レッドクラウドはアメリカ白人にとっては「合衆国と大きな戦争を戦って勝った唯一のインディアン指導者」となった。しかし、それはスー族の文化を理解していない白人の思い込みであり、彼は単なる部族員であって、酋長でも指導者でもなく、むしろスー族にとっては裏切りものであった。
それでもその後の避けられない事態、すなわち保留地での保留地代理人との折衝では、公正な扱いを求めてインディアン担当部局と戦うことを選んだ。幾つかの条約についてのその有名な声明は彼と交渉する人々の言葉に向けたその姿勢を表している。「私は偉大なる父（大統領）の約束に辛抱強く耳を傾けたが、彼の記憶は足りていない。私は今、彼と共になした。これが私の言うべきことの全てだ。」
1868年以後、レッドクラウドは保留地に住み、部族の管理所に白人の保留地監督官から「レッド・クラウド管理所」の名を与えられ、家族を次々に役職につけ、「大指導者」のようにふるまって部族員から恨みを受けた。。インディアン戦争を戦った主要なスー族戦士よりも長生きし、1909年にパインリッジ保留地で死んで、そこに埋葬された。同じく「スポッテッド・テイル管理所」を与えられ、部族民の恨みを受けていた彼の友人のスポッテッド・テイルは、クロウ・ドッグに決闘を申しこまれて死んでいる。
1866年に戦死したフェッターマンやブラウンなどの軍人達はモンタナ州クロウ・エイジェンシーに近いリトルビッグホーン戦場跡国立記念公園の国立墓地に埋葬されている。